# Fortuna (estación)
Fortuna es una de las estaciones que forman parte del Ferrocarril Suburbano de la Zona Metropolitana del Valle de México.
Se ubica en la alcaldía Azcapotzalco.

## Historia
La estación Fortuna está ubicada en el municipio de Azcapotzalco en la Ciudad de México. Es la segunda estación del sistema que va hacia el norte desde Buenavista y la última en ubicarse dentro de la Ciudad de México propiamente dicha.
Fortuna, junto con Buenavista, son las dos únicas estaciones de Ferrocarril Suburbano que conectan con el Metro de la Ciudad de México. La estación se conecta con la estación de metro Ferrería/Arena Ciudad de México a través de un túnel subterráneo.

## Información general
Toma su nombre de la avenida cercana Campo Fortuna Nacional. El ícono representa cuatro cruces con brazos del mismo tamaño, el símbolo de la atención médica. Esto debido a la gran cantidad de hospitales cercanos, del IMSS, Cruz Roja y privados.
La Avenida Campo Fortuna Nacional es una de las avenidas principales de la zona de las colonias Petrolera y Ampliación Petrolera. Los nombres de las calles en estos vecindarios hacen referencia a campos petroleros, y yacimientos a lo largo de todo el país. Así el Campo Fortuna Nacional se encuentra en las costas de Tabasco. Fue descubierto en 1949 gracias a una alta salinidad de las aguas circundantes. Este campo petrolero esta esencialmente dedicado a la extracción de gas natural.

## Conectividad

### Conexiones
Existen conexiones con las estaciones y paradas de diversos sistemas de transporte:
- La estación cuenta con un CETRAM.
- La estación se localiza junto a la estación Ferreria de la línea 6 del Metro de la Ciudad de México.

Microbuses y autobuses concesionados
- Ruta 3: Metro Politécnico - Metro Normal, Tecnoparque - Metro Normal, Central Camionera - Metro Normal
- Ruta 106: Metro Politécnico - Azcapotzalco y Ex-Hacienda - Metro Normal

## Sitios de interés
- Arena Ciudad de México
- Universidad Tec Milenio